# Utricularia fistulosa
Utricularia fistulosa är en tätörtsväxtart som beskrevs av Peter Geoffrey Taylor. Utricularia fistulosa ingår i släktet bläddror, och familjen tätörtsväxter. Inga underarter finns listade i Catalogue of Life.